# Mostaganem
Mostaganem (in arabo مستغانم‎?, Mustaghānem) è una città portuale dell'Algeria nordoccidentale, capoluogo della provincia omonima. 

## Geografia fisica
La città si affaccia sul golfo di Arzew sul mar Mediterraneo.

## Storia
La fondazione della città Mostaganem si fa risalire all'XI secolo, ma l'area era già abitata in epoca cartaginese, e aveva nome Cartenna. 
Ebbe poi notevole rilevanza al tempo della provincia romana di Mauretania e viene citata da Plinio il Vecchio che la visitò.
In epoca moderna fu base militare dei corsari barbareschi algerini. Questi subirono una grave disfatta nel 1732, quando la flotta spagnola, al comando dell'ammiraglio Blas de Lezo, conquistò la città di Orano e ne distrusse la base militare nella baia di Mostaganem.
Nel 1897 la città fu sconvolta da una pesante rivolta, nata a seguito del Decreto Crémieux, che accordava d'ufficio la cittadinanza francese ai 35.000 ebrei d'Algeria.
Charles de Gaulle, appena ricevuti i poteri dal Parlamento francese, il 4 giugno 1958, de Gaulle tenne il suo famoso discorso ad Algeri, con l'affermazione Je vous ai compris, e due giorni dopo a Mostaganem arringò la folla, con il motto "Vive l'Algérie française!."

## Cultura

### Università

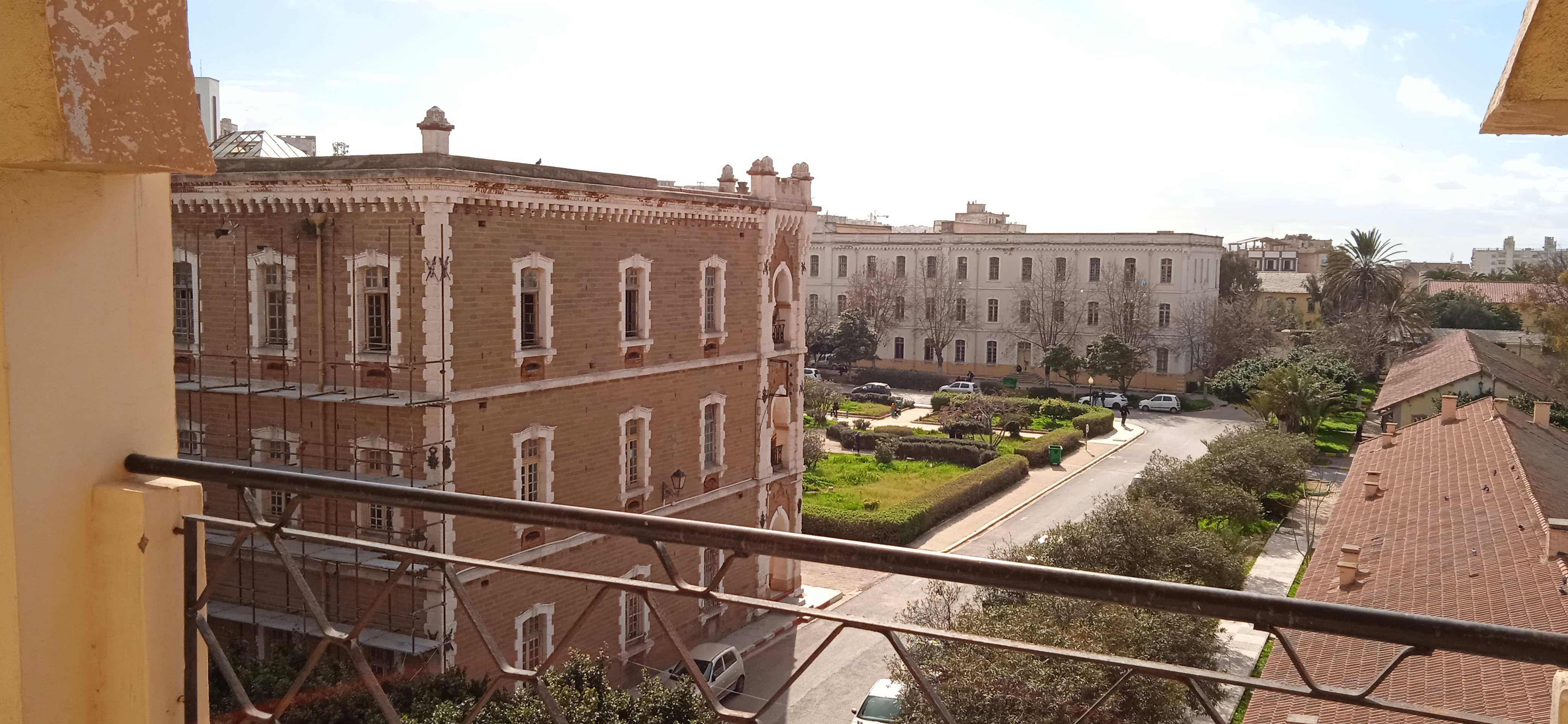
Edifici universitari

La città ospita una università, l'Université Abdelhamid Ibn Badis Mostaganem compte, fondata nel 1969, che offre 10 corsi di studio, ai suoi quasi 30.000 studenti.

## Trasporti e infrastrutture

### Aeroporti
La città è servita da un aeroporto (codice IATA: MQV).

### Strade
La città è collegata all'importante Autostrada A1 tramite il raccordo di Mostaganem.